# 30-я пехотная дивизия (вермахт)
30-я пехотная дивизия (30. Infanterie-Division) — тактическое соединение сухопутных войск вооружённых сил нацистской Германии периода Второй мировой войны.

## История
Сформирована 1 октября 1936 года в городе Любек. 26 августа 1939 года была мобилизована к границе с Польшей. Свой боевой путь начала с вторжения в Польшу.
На рассвете 9 июля 1941 года 30-й самокатный батальон 30-й пехотной дивизии вермахта на высокой скорости форсировал мост через Великую в центре Опочки, выскочил на Киевское шоссе и вместе с двумя штурмовыми орудиями Stug.III стал продвигаться на Остров и Пушкинские Горы. В 5.18 передовой отряд немцев достиг д. Белки. Этим манёвром немцы хотели соединиться с 8-й танковой дивизией в Пушкинских Горах и окружить советские войска, оборонявшиеся по р. Великая. В это время в район Белки — Коровкино отходил батальон 195-го сп 181-й сд. Им было обнаружено продвижение немецких войск от Опочки на Белки. Вскоре к Коровкино подъехал батальон 186-го полка с 4 114-мм английскими гаубицами. Красноармейцами была подготовлена засада на пути следования немецких войск. Немецкая разведка на нескольких мотоциклах была расстреляна из пулемётов в лесу между Коровкино и Порядино. Мотоциклисты противника при поддержке штурмовых орудий попытались прийти к ним на помощь, но попали под огонь советских гаубиц, выставленных на прямую наводку. В 10.00 красноармейцы при поддержке гаубиц атаковали немцев, занявших оборону в Белках. Понеся некоторые потери, противник отступил сначала к Барабанам, а затем на Серово и Пурышево. Одновременно 21-й мехкорпус РККА в ожесточённом бою с дивизией СС освободил Опочку. Отряд 186-го СП в связи с обострением ситуации в Пушгорах к 17.00 возвращён назад, а батальон 195-го СП занял оборону на 6-километровом участке от с. Захино до д. Белки.
4 августа 1941 года войска 290-й дивизии и 30-й пехотной дивизии прорвали оборону ослабленной 180-й стрелковой дивизии, располагавшейся севернее 254-й дивизии и вынудили эту дивизию к отходу на восточный берег реки Ловать в 13-17 километрах от ранее занимаемого рубежа, где севернее Плешаково, Присморжье советская дивизия заняла оборону шириной около 7 километров.
Своё существование прекратила 8 мая 1945 года.

## Организация
|  | 1939 г. - 6-й пехотный полк (Infanterie-Regiment 6) - 26-й пехотный полк (Infanterie-Regiment 26) - 46-й пехотный полк (Infanterie-Regiment 46) - 30-й артиллерийский полк (Artillerie-Regiment 30) - 1-й дивизион 66-го артиллерийского полка (I. Abteilung des Artillerie-Regiments 66) - 30-й разведывательный дивизион (Aufklärungs-Abteilung 30) - до декабря 1939 — 30-й батальон АИР - 30-й дивизион ПТО (Panzerabwehr-Abteilung 30) - 30-й сапёрный батальон (Pionier-Bataillon 30) - 30-й батальон связи (Nachrichten-Abteilung 30) - 30-й запасной батальон (Feldersatz-Bataillon 30) - войска подчинявшиеся командиру снабжения 30-й пехотной дивизии (Infanterie-Divisions-Nachschub-Führer 30) 1941 г. - Командир - 30-й (моторизованный) (мот) картографический отряд - 30-й мотоциклетный посыльный взвод - 6-й пехотный полк - 1 взвод связи - 1 пионерный взвод (3 ручных пулемёта) - 1 полковой оркестр - 3 батальона, каждый из которых имеет: - 3 стрелковые роты (12 ручных пулемёта и 3 50-мм миномёта) - 1 тяжелая рота (12 пулемётов и 6 80-мм миномётов) - 1 (моторизованная) противотанковая батарея (2 50-мм Pak 38, 9 37-мм Pak 36 и 4 ручных пулемёта) - 1 рота орудий поддержки пехоты (2 150-мм орудия SIG и 8 75-мм орудий LeIG) - 1 взвод конной разведки - 1 колонна снабжения лёгкой пехоты - 26-й пехотный полк: то же, что и 6-й пехотный полк - 46-й пехотный полк: то же, что и 6-й пехотный полк - 30-й противотанковый дивизион - 1 (моторизованный) взвод связи - 3 (моторизованные) противотанковые батареи (12 37-мм Pak 36 и 6 ручных пулемётов) - 30-й разведывательный батальон - 1 (t-mot) взвод связи - 2 (мот) противотанковых взвода (3 50-мм Pak 38, 1 ручной пулемёт на каждый) - 3 велосипедный эскадрон (3 50-мм миномёта, 4 станковых пулемёта и 9 ручных пулемётов) - 1 (моторизованный) разведывательный эскадрон - 1 взвод связи - 1 мотоциклетный взвод (4 ручных пулемёта) - 1 миномётный взвод (4 80-мм миномёта) - 2 противотанковых взвода (3 37-мм Pak 36 и 1 ручной пулемёт на каждый) - 30-й артиллерийский полк - 1-й, 2-й и 3-й дивизионы, каждый в составе: - 3 батареи (4 105-мм орудия LeFH и 2 ручных пулемёта на каждую) - 2/60-й артиллерийский полк - 3 батареи (4 150-мм орудия sFH и 2 пулемёта на каждую) - 30-я артиллерийская наблюдательная батарея - 30-й батальон полевого пополнения (3 роты) - 30-й батальон связи - 1 (моторизованный) радиорота - 1 (моторизованный) телефонная рота - 1 (моторизованный) колонна снабжения связи - 30-й пионерный батальон - 2 пионерские роты (9 ручных пулемётов каждая) - 1 (моторизованный) пионерская рота (9 ручных пулемётов) - 1 (моторизованная) мостовая колонна Б - 1 (моторизованный) сапёрная колонна снабжения - 30-й отряд снабжения - 1-8-я (моторизованная) колонны лёгкого снабжения - 9/30-я (моторизованная) лёгкая топливная колонна - 30-й (моторизованный) взвод технического обслуживания - 30-я рота снабжения - 30-я дивизионная администрация - 30-я (моторизованная) полевая пекарня - 30-я (моторизованная) мясная рота - 1/30-я медицинская рота - 2/30-я (моторизованная) медицинская рота - 30-й (моторизованный) полевой госпиталь - 1/,2/30-я санитарные роты - 30-я ветеринарная рота - 30-я (моторизованная) военная полиция - 30-я (моторизованная) полевая почта |  | 1942 г. - 6-й пехотный полк - 26-й стрелковый полк - 46-й пехотный полк - 30-й артиллерийский полк - 1-й дивизион 66-го артиллерийского полка - 30-й батальон самокатчиков - 30-й батальон истребителей танков - 30-й сапёрный батальон - 30-й батальон связи - 30-й запасной батальон 1943—1945 гг. - 6-й гренадёрский полк (Grenadier-Regiment 6) - 26-й фузилёрский полк (Füsilier-Regiment 26) - 46-й гренадёрский полк (Grenadier-Regiment 46) - 30-й артиллерийский полк - 1-й дивизион 66-го артиллерийского полка - 30-й фузилёрский батальон (Füsilier-Bataillon 30) - 30-й противотанковый дивизион (Panzerjäger-Abteilung 30) - 30-й сапёрный батальон - 30-й батальон связи - 30-й запасной батальон - войска подчинявшиеся командиру войск снабжения 30-й пехотной дивизии (Kommandeur der Infanterie-Divisions-Nachschubtruppen 30) |

## Командиры
- генерал-лейтенант Карл фон Штюльпнагель, 1 октября 1936 (образование) — 4 февраля 1938
- генерал-майор Курт фон Бризен, 4 февраля 1938 — 1 июля 1939
- генерал-лейтенант Франц Бёме, 1 июля 1939 — 19 июля 1939
- генерал от инфантерии Курт фон Бризен, 19 июля 1939 — 25 ноября 1940
- генерал-майор Вальтер Бюкс, 25 ноября 1940 — 5 января 1941
- генерал от инфантерии Курт фон Типпельскирх, 5 января 1941 — 5 июня 1942
- генерал-лейтенант Томас-Эмиль фон Виккеде, 5 июня 1942 — 29 октября 1943
- генерал-лейтенант Пауль Винтер, (сентябрь 1943 года)
- генерал-майор Герхард Хенке, 29 октября — 5 ноября 1943
- генерал от инфантерии Вильгельм Хассе, 5 ноября 1943 — 15 марта 1944
- генерал-лейтенант Ханц фон Бассе, 15 марта 1944 — 15 августа 1944
- генерал-майор Отто Барт, 15 августа 1944 — 30 января 1945
- генерал-лейтенант Альберт Хенце, 30 января — 8 мая 1945 (капитуляция)

## Награждённые Рыцарским крестом Железного креста (40)
- Курт фон Бризен, 27.10.1939 — генерал-лейтенант, командир 30-й пехотной дивизии
- Генрих Никель, 16.06.1940 — оберстлейтенант, командир 3-го батальона 26-го пехотного полка
- Генрих Боргманн, 19.07.1940 — обер-лейтенант, командир 9-й роты 46-го пехотного полка
- Эрнст Зилер, 12.09.1941 — полковник, командир 46-го пехотного полка
- Эккехард Киллинг, 20.10.1941 — лейтенант, командир 3-й роты 26-го пехотного полка
- Курт фон Типпельскирх, 23.11.1941 — генерал-лейтенант, командир 30-й пехотной дивизии
- Вильгельм Боок, 26.11.1941 — обер-лейтенант, командир 10-й роты 6-го пехотного полка
- Фердинанд Пампус, 16.02.1942 — обер-лейтенант, командир 14-й роты 6-го пехотного полка
- Ганс Плеш, 21.03.1942 — лейтенант резерва, командир 12-й роты 6-го пехотного полка
- Ганс Бонертц, 27.03.1942 — капитан, командир 3-го батальона 46-го пехотного полка
- Христиан Вайсс, 10.04.1942 — капитан, командир 2-го батальона 26-го пехотного полка
- Герман фон Боррис, 03.05.1942 — оберстлейтенант, командир 46-го пехотного полка
- Адольф Шмаль, 07.07.1942 — лейтенант, командир 10-й роты 6-го пехотного полка
- Фриц Фауст, 20.08.1942 — обер-ефрейтор, пулемётчик 3-й роты 26-го стрелкового полка
- Ганс-Хеннинг Иферс, 17.10.1942 — обер-лейтенант, командир 3-го батальона 46-го пехотного полка
- Хайнц Шпарбир, 17.10.1942 — обер-лейтенант резерва, командир 9-й роты 6-го пехотного полка
- Вильгельм Бладт, 22.12.1942 — обер-лейтенант резерва, командир 6-й батареи 30-го артиллерийского полка
- Отто Уде, 15.01.1943 — обер-вахмистр, командир взвода 1-го эскадрона 30-го батальона самокатчиков
- Карл-Хайнц Вильгельм, 31.03.1943 — обер-лейтенант резерва, командир 3-й роты 46-го пехотного полка
- Эрнст Гедкенс, 02.04.1943 — обер-фельдфебель, командир взвода и штурмовой группы 2-й роты 46-го пехотного полка
- Кай Лангфельдт, 18.05.1943 — обер-лейтенант, командир эскадрона 30-го батальона самокатчиков
- Вальтер Фогель, 27.08.1943 — майор, командир 1-го батальона 6-го пехотного полка
- Вальтер Фазель, 31.08.1943 — фельдфебель, командир взвода 14-й (противотанковой) роты 26-го стрелкового полка
- Петер Кёрте, 27.09.1943 — полковник, командир 26-го стрелкового полка
- Альфред Дёринг, 02.02.1944 — обер-фельдфебель, командир 11-й роты 6-го пехотного полка
- Клаус Юргенсен, 02.02.1944 — капитан, командир 1-го батальона 46-го пехотного полка
- Хелльмут Райхель, 06.04.1944 — майор, командир 2-го батальона 26-го стрелкового полка
- Карл-Ульрих Клаузен, 16.04.1944 — капитан, командир 2-й батареи 30-го артиллерийского полка
- Георг Ясс, 09.06.1944 — майор, командир 30-го стрелкового батальона
- Вильгельм Хассе, 12.08.1944 — генерал-лейтенант, командир 30-й пехотной дивизии
- Хайнц-Эдуард Тёдт, 02.09.1944 — обер-лейтенант резерва, командир 1-й батареи 66-го артиллерийского полка
- Эрих Шульц, 10.09.1944 — майор резерва, командир 1-го батальона 6-го пехотного полка
- Герман Крей, 17.09.1944 — фанен-юнкер-вахмистр, командир взвода 2-й роты 30-го стрелкового батальона
- Хеннинг Хоффмайстер, 30.09.1944 — майор, заместитель командира 6-го пехотного полка
- Адольф Малер, 23.10.1944 — полковник резерва, командир 30-го артиллерийского полка
- Карл-Эрнст Лааге, 26.11.1944 — лейтенант резерва, командир 1-й батареи 66-го артиллерийского полка
- Герхард Штайн, 26.11.1944 — капитан резерва, командир 30-го стрелкового батальона
- Аугуст Карау, 12.01.1945 — обер-фельдфебель, командир 9-й роты 46-го пехотного полка
- Карл Гайсслер, 01.02.1945 — обер-лейтенант резерва, командир 5-й роты 46-го пехотного полка
- Вернер Кёлер, 13.02.1945 — капитан, командир батальона 26-го стрелкового полка

### Рыцарский Крест Железного креста с Дубовыми листьями (3)
- Генрих Боргманн (№ 71), 11.02.1942 — капитан, командир 3-го батальона 46-го пехотного полка
- Эккехард Киллинг (№ 150), 04.12.1942 — обер-лейтенант, командир 4-й роты 26-го стрелкового полка
- Георг Коссмала (№ 435), 26.03.1944 — полковник, командир 6-го пехотного полка